# Algemene Begraafplaats Montfoort
Algemene Begraafplaats Montfoort is een begraafplaats gelegen aan de Julianalaan in Montfoort.

## Geschiedenis
De grond voor deze begraafplaats werd in 1829 aangekocht door het gemeentebestuur van Montfoort. Hiervoor werd f 1025,- betaald aan het burgerweeshuis. De plek was tot die tijd in gebruik als boomgaard.

## Kenmerken
De begraafplaats is omzoomd door een gracht en is bereikbaar via een dam in dit water. Op de dam staan twee geblokte pijlers waartussen een ijzeren hek is gehangen dat uit twee delen bestaat. De looppaden zijn aangelegd in de vorm van een kruis.
Aan het einde van het looppad staat een baarhuisje met daarop aangebracht een schedel met daaronder gekruiste botten. Op deze plek stond tot 1910 een houten baarhuisje. Omdat dit vervallen was, ontwierp gemeenteopzichter S. Sterkenburg uit Oudewater het huidige gebouw. Hierbij hergebruikte hij het hout en de dakpannen.
Er bevinden zich enkele oorlogsgraven van het Gemenebest op de Algemene Begraafplaats Montfoort. Dit wordt ook vermeld op de toegangspoort.

## Afbeeldingen

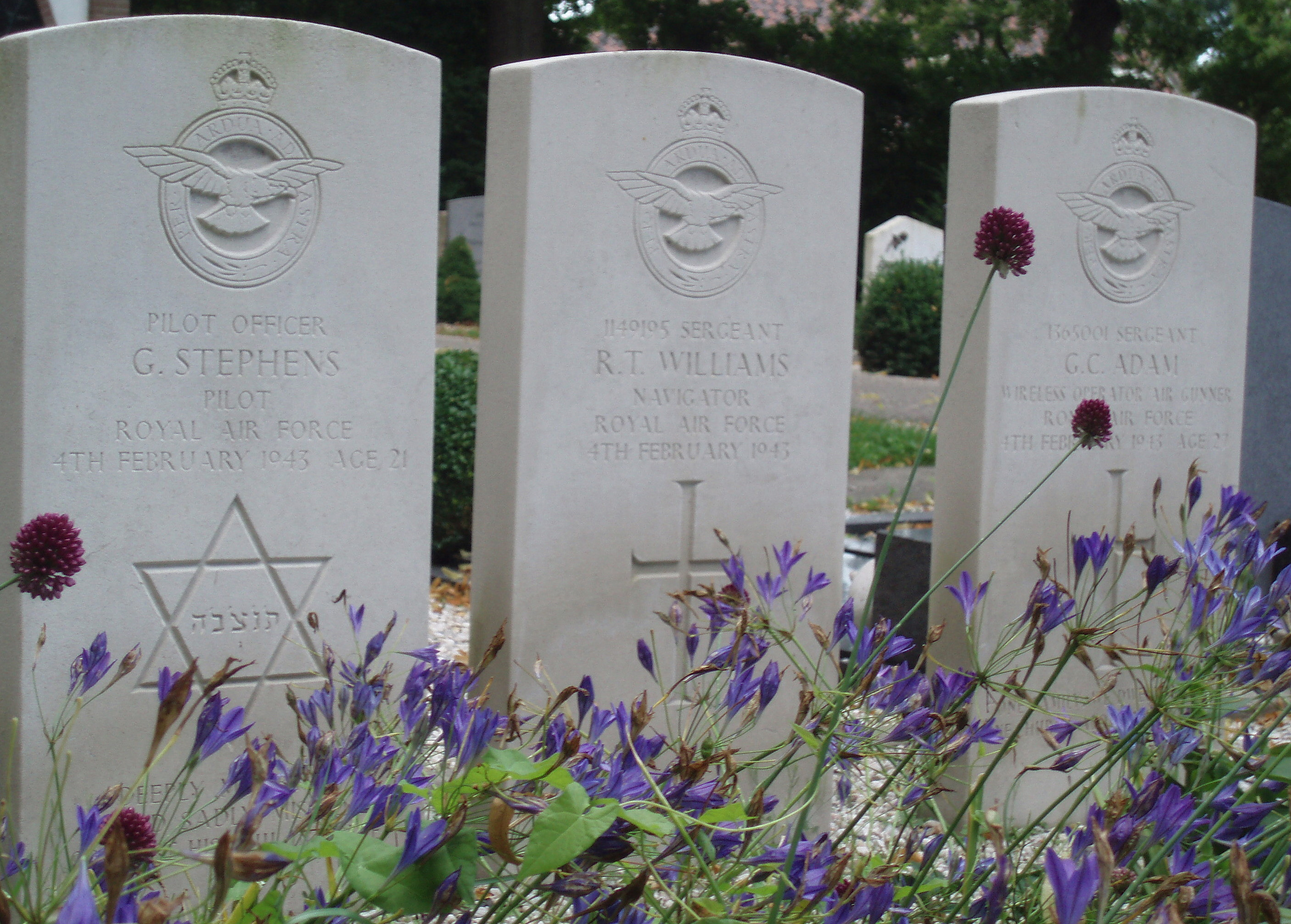
Oorlogsgraven
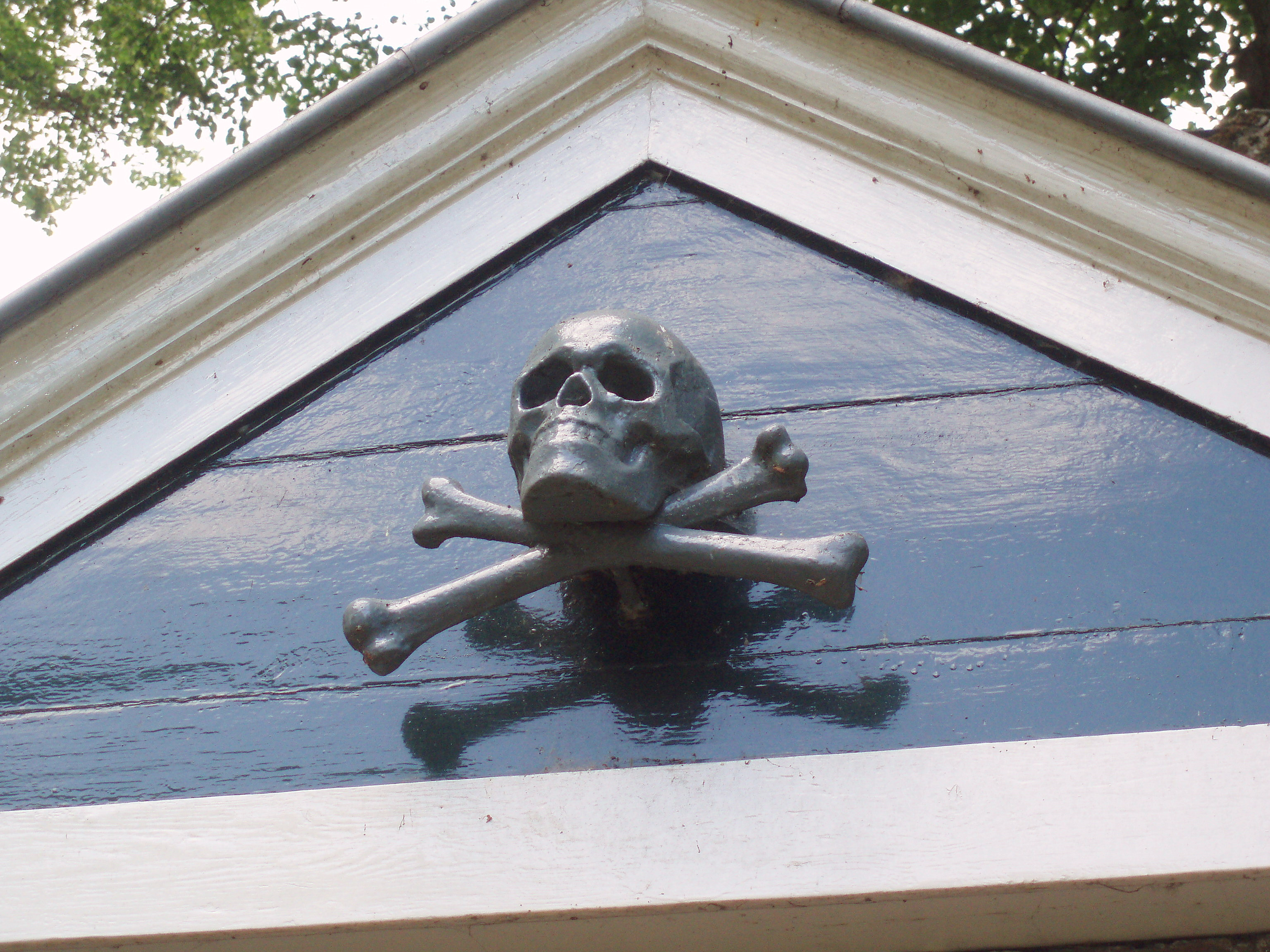
Detail van het baarhuisje
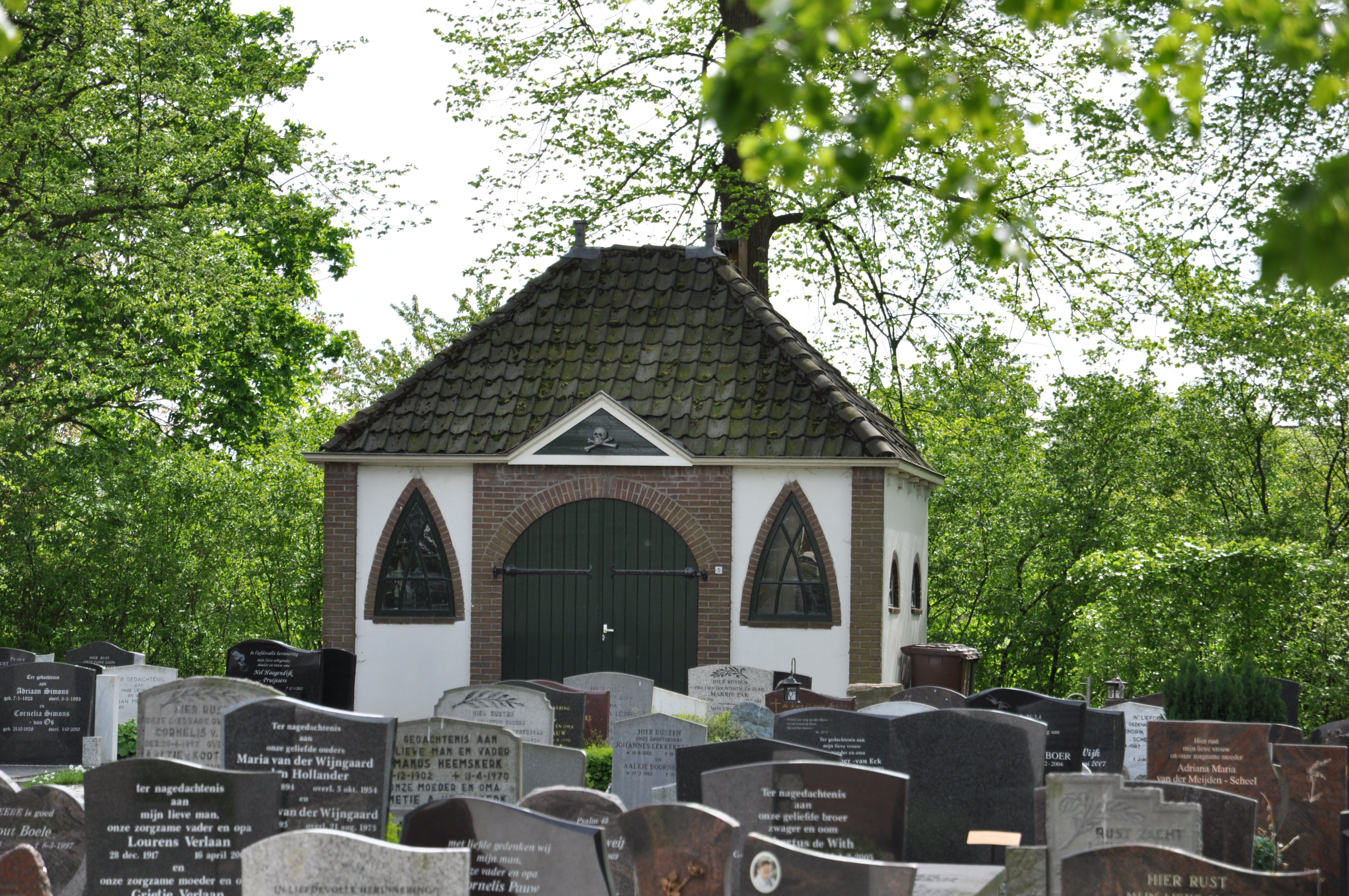
Graven met baarhuisje
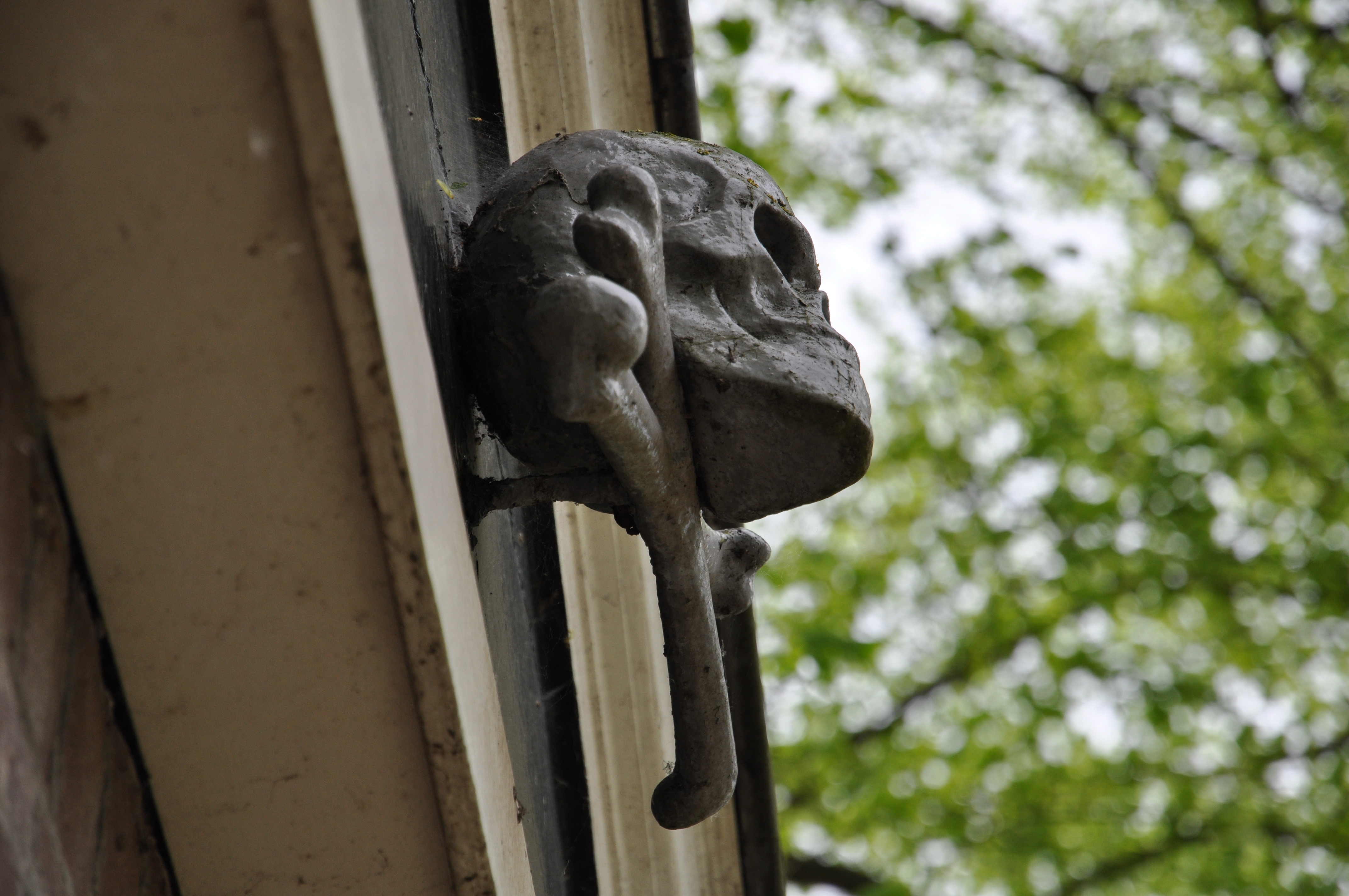
Doodshoofd aan het baarhuisje
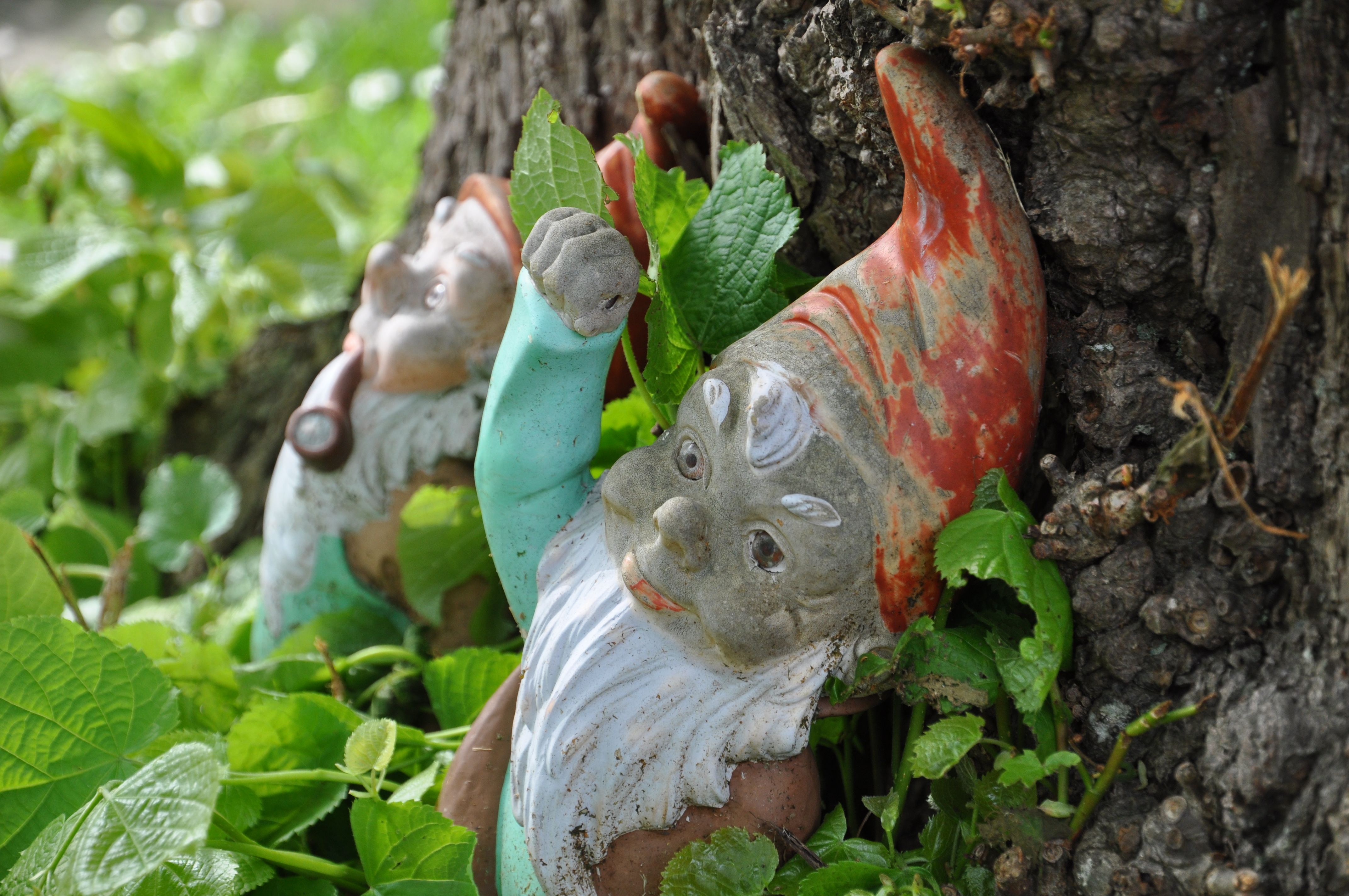
Tuinkabouters bij een graf

Algemene Begraafplaats Montfoort · Nieuwe Algemene Begraafplaats De Stuivenberg · Begraafplaats Nieuwe Zandweg · Rooms-katholieke begraafplaats Montfoort